# Jeneverbeskielwants
De jeneverbeskielwants (Cyphostethus tristriatus),  is een wants uit de familie kielwantsen (Acanthosomatidae). De soort werd voor het eerst wetenschappelijk beschreven door Johann Christian Fabricius in 1787.

## Uiterlijk
De jeneverbeskielwants is een groen gekleurde wants met een karakteristieke, gebogen roze-rode band, die over de dekschilden loopt. Ook de poten zijn groen. Lengte ongeveer 9-11 mm.

## Verspreiding en gedrag
In Europa strekt het gebied waarin hij zich heeft verspreid zich uit van het zuiden van Scandinavië naar het noorden van het Middellandse Zeegebied. Maar ook in het oosten naar Siberië en het Nabije Oosten.
Hij is te vinden de cipresfamilie (Cupressaceae) Vooral op jeneverbes, maar ook op de Levensboom (Thuja) en  Chamaecyparissoorten. Hij zuigt dan aan de vruchten van deze waardplanten.
De jeneverbeskielwants is voor het grootste deel van het jaar actief, behalve in de koudste maanden. Hij overwintert dan als een volwassen wants. In de lente verschijnen ze dan weer om te paren. Nieuwe volwassen wantsen kunnen dan vanaf eind augustus worden gevonden.